# إلياس سعيدي
إلياس سعيدي هو لاعب كرة قدم جزائري لعب آخر مرة ضمن الرابطة الجزائرية المحترفة الأولى لصالح مولودية وهران.

## المسيرة
في صيف 2009، وقع الياس سعيدي عقدًا لمدة عامين مع شبيبة القبائل، انضم إليهم في صفقة انتقال مجانية. في 2 مايو 2011، بدأ الياس سعيدي مع شبيبة القبائل في نهائي كأس الجزائر 2011 ضد اتحاد الحراش. فاز نادي شبيبة القبائل بالمباراة 1-0، حيث شارك الياس سعيدي في المباراة بأكملها.

## الأوسمة
- في 2011، فاز بكأس الجزائر مع شبيبة القبائل.
- في 2011، فاز بكأس العالم العسكرية لكرة القدم مع المجلس الدولي للرياضة العسكرية.